# Samoa en la Copa Mundial de Rugby de 1999
La Selección de rugby de Samoa fue uno de los 20 participantes de la Copa Mundial de Rugby de 1999 que se realizó en Gales.
Fue la tercera participación de Manu Samoa en la Copa Mundial de Rugby.

## Plantel
| Nombre            | Posición       | Club                      |
| ----------------- | -------------- | ------------------------- |
| Trevor Leota      | hooker         | London Wasps              |
| Onehunga Matauiau | hooker         | Waitemata                 |
| Kepi Faiva'ai     | pilar          | Wellington Lions          |
| Robbie Ale        | pilar          | Taranaki Bulls            |
| Polo Asi          | pilar          | Bay of Plenty Steamers    |
| Brendan Reidy     | pilar          | Saracens                  |
| Michael Mika      | pilar          | Coventry RFC              |
| Lio Falaniko      | segunda línea  | Hurricanes                |
| Lama Tone         | segunda línea  | Counties Manukau Steelers |
| Opeta Palepoi     | segunda línea  | Wellington Lions          |
| Junior Paramore   | ala            | Gloucester Rugby          |
| Sene Ta'ala       | ala            | Wellington Lions          |
| Kalolo Toleafoa   | ala            | Marist St. Joseph         |
| Craig Glendinning | ala            | Northland                 |
| Semo Sititi       | Número 8       | Marist St. Joseph         |
| Isaac Fe'aunati   | Número 8       | London Irish              |
| Pat Lam           | Número 8       | Northampton Saints        |
| Steven So'oialo   | medio scrum    | Orrell R.U.F.C            |
| John Clarke       | medio scrum    | Wellington Lions          |
| Fa'atonu Fili     | medio apertura | Wellington Lions          |
| Stephen Bachop    | medio apertura | London Irish              |
| Tanner Vili       | medio apertura | Counties Manukau Steelers |
| George Leaupepe   | centro         | Counties Manukau Steelers |
| Va'aiga Tuigamala | centro         | Newcastle Falcons         |
| To'o Vaega        | centro         | Otago Highlanders         |
| Terry Fanolua     | centro         | Gloucester Rugby          |
| Silao Leaega      | wing           | North Harbour             |
| Brian Lima        | Wing           | Blues                     |
| Afato So'oalo     | Wing           | Crusaders                 |
| Filipo Toala      | Wing           | Taranaki Bulls            |
| Mike Umaga        | zaguero        | Rotherham R.U.F.C.        |
| Earl Va'a         | zaguero        | L'Aquila Rugby            |

## Participación

### Grupo D
| Equipo    | Gan. | Emp. | Per. | A favor | En contra | Puntos |
| --------- | ---- | ---- | ---- | ------- | --------- | ------ |
| Gales     | 2    | 0    | 1    | 118     | 71        | 7      |
| Samoa     | 2    | 0    | 1    | 97      | 72        | 7      |
| Argentina | 2    | 0    | 1    | 83      | 51        | 7      |
| Japón     | 0    | 0    | 3    | 36      | 140       | 0      |
| 3 de octubre | Samoa | 43 - 9 | Japón | Racecourse Ground, Wrexham |  |

| 10 de octubre | Argentina | 32 - 16 | Samoa | Stradey Park, Llanelli |  |

| 14 de octubre | Gales | 31 - 38 | Samoa | Millennium Stadium, Cardiff |  |

### Play-offs (octavos de final)
| 20 de octubre | Escocia | 35 - 20 | Samoa | Murrayfield Stadium, Edimburgo |  |